# ۱۳ (فیلم)
۱۳ یک فیلم بازسازی شده محصول سال ۲۰۱۰ که از روی فیلمی فرانسوی در سال ۲۰۰۵ بازسازی شده‌است. جلا بابلوانی این فیلم را کارگردانی نموده‌است. در این فیلم فیفتی سنت خواننده مشهور آمریکایی نیز ایفای نقش می‌کند. فیلم خشونتی ذاتی دارد که از اویل فیلم شروع و تا آخر ادامه پیدا می‌کند با اینکه صحنه‌های خشنی نمی‌بینیم اما روند داستانی فیلم دلهره اور بوده و خشونت را به ببینده منتقل می‌کند.

## داستان
داستان فیلم در مورد مرد جوانی است که با دزدی هویت یک شخص مرده خود را درگیر دنیای زیرزمینی قدرت و خشونت می‌کند که در آن انسان‌ها بر روی جان انسان‌های دیگر قمار می‌کنند.